# Функциональная психология
Функциона́льная психоло́гия (англ. Functional psychology) — направление в психологии, которое рассматривает психическую жизнь и поведение человека с точки зрения его активной и целеустремлённой адаптации к условиям окружающей среды  .
С учётом места возникновения и некоторых особенностей, в общем русле функциональной психологии различают две отдельные ветви: европейскую и американскую; последнюю часто называют также  функционализмом .

## История
Основополагающие идеи функциональной психологии восходят к эволюционному учению, разработанному Ч. Дарвином и Г. Спенсером.
В европейских странах идеалистической трактовки адаптивных функций человеческой психики придерживались К. Штумпф и представители Вюрцбургской школы психологии во главе с О. Кюльпе.и мм
Американская разновидность функциональной психологии возникла в США в конце XIX века как альтернатива  структурализму, развиваемому в русле метода интроспекции В. Вундтом и его учеником Э. Титченером, который уже работал в это время в Корнеллском университете (Cornell University, Ithaca) США.
Наиболее известными представителями этого направления психологии в США явились Уильям Джеймс, Джон Дьюи и Джеймс Роуленд Энджелл, а программным документом функциональной психологии стала статья Д. Дьюи «Понятие рефлекторной дуги в психологии» (The reflex arc concept in psychology, 1896) , в которой была убедительно показана роль различных составляющих рефлекторного акта в адаптации индивида к условиям окружающей среды.
В 1904 году ученик Джона Дьюи Джеймс Энджелл публикует свою работу «Вступительное исследование структуры и функции человеческого сознания» («An Introductory Study of the Structure and Functions of Human Consciousness»), которая явилась программной декларацией для всего дальнейшего развития функциональной психологии.
Поскольку на Западе функциональная психология развивалась по преимуществу в русле идеалистических воззрений, то в СССР её принципы была объявлены ложными.
Одним из главных критиков функциональной 
психологии «с позиций целостного марксистско-ленинского подхода к изучению человеческой психики» был известный советский психолог В. Н. Мясищев .